# Phương diện quân Pribaltic 2
Phương diện quân Pribaltic 2 (tiếng Nga: 2-й Прибалтийский фронт), hay Phương diện quân Baltic 2, là một tổ chức tác chiến chiến lược của Hồng quân Liên Xô trong Thế chiến thứ hai.

## Lịch sử
Phương diện quân Pribaltic 2 được thành lập ngày 20 tháng 10 năm 1943, đổi tên từ Phương diện quân Pribaltic, mà 10 ngày trước đó còn mang tên là Phương diện quân Bryansk.
Từ ngày 1 đến ngày 21 tháng 11 năm 1943, cánh trái của phương diện quân tham gia Chiến dịch Polotsk - Vitebsk. Tháng 1, 2 năm 1944, phương diện quân tham gia Chiến dịch Leningrad-Novgorod 1944. Trong chiến dịch Staraya Russa-Novorzhev, lực lượng phương diện quân tiến đến được Ostrov, Pushkinskiye Gory và Idritsa. Tháng 7 năm 1944, trong chiến dịch Rezhitsa - Dvinsk, phương diện quân đã tiến xa được 200 km về phía Tây. Tháng 8, lực lượng phương diện quân đã tiến hành cuộc tấn công Madona, trong đó đã tiến thêm 60–70 km dọc theo bờ phía bắc của sông Daugava và giải phóng thành phố Madona, một đầu mối giao thông của các tuyến đường sắt và đường cao tốc.
Tháng 9, 10 năm 1944, trong Chiến dịch Baltic, lực lượng phương diện quân đã tham gia tiến công Riga và đến ngày 22 tháng 10 đã đến biển Baltic gần sông Memel, phối hợp với Phương diện quân Pribaltic 1, vây chặt các cụm quân Đức thuộc Cụm tập đoàn quân Bắc ở chiếc túi Courland. Từ tháng 2 năm 1945, lực lượng của phương diện quân cũng được tăng cường bởi các đơn vị thuộc Phương diện quân Pribaltic 1 đang tác chiến trên hướng Courland. Cho đến tháng 4 năm 1945, nhiệm vụ của phương diện quân là tiếp tục phong tỏa và chiến đấu để tiêu diệt Cụm tập đoàn quân Kurland, trên thực tế là những nhóm tàn quân của Cụm tập đoàn quân Bắc được đổi tên. 
Ngày 1 tháng 4 năm 1945, phương diện quân bị giải thể. Các đơn vị trực thuộc được tổ chức lại thành Cụm tác chiến Courland thuộc phương diện quân Leningrad. Nhiệm vụ của cụm tác chiến là tiếp tục vây bọc, cầm giữ quân Đức tại Courland, ngăn không có có khả năng can thiệp vào chiến cuộc cho đến khi quân Đức đầu hàng.

## Lãnh đạo phương diện quân

### Tư lệnh
| STT | Ảnh | Họ tên          | Thời gian sống | Thời gian tại nhiệm            | Cấp bậc tại nhiệm          | Ghi chú                                     |
| --- | --- | --------------- | -------------- | ------------------------------ | -------------------------- | ------------------------------------------- |
| 1   |     | M.M. Popov      | 1902 – 1969    | tháng 10, 1943 - tháng 4, 1944 | Đại tướng (1943)           | Bị giáng cấp Thượng tướng tháng 4 năm 1944. |
| 2   |     | A.I. Yeryomenko | 1892 - 1970    | tháng 4, 1944 - tháng 2, 1945  | Đại tướng (1943)           | Nguyên soái Liên Xô (1955)                  |
| 3   |     | L.A. Govorov    | 1897 – 1955    | tháng 2, 1945 - tháng 3, 1945  | Nguyên soái Liên Xô (1944) |                                             |

### Ủy viên Hội đồng quân sự
| STT | Ảnh                                                                             | Họ tên        | Thời gian sống | Thời gian tại nhiệm             | Cấp bậc tại nhiệm  | Ghi chú                                                       |
| --- | ------------------------------------------------------------------------------- | ------------- | -------------- | ------------------------------- | ------------------ | ------------------------------------------------------------- |
| 1   |                                                                                 | L.Z. Mekhlis  | 1889 – 1953    | tháng 10, 1943 - tháng 12, 1943 | Trung tướng (1942) | Thượng tướng (1944)                                           |
| 2   | Tập tin:Bundesarchiv Bild 183-29921-0001, Bulganin, Nikolai Alexandrowitsch.jpg | N.A. Bulganin | 1895 - 1975    | tháng 12, 1943 - tháng 4, 1944  | Trung tướng (1942) | Nguyên soái Liên Xô (1947). Bị giáng cấp Thượng tướng (1958). |
| 3   | Tập tin:Богаткин Владимир Николаевич.jpg                                        | V.N. Bogatkin | 1903 - 1956    | tháng 4, 1944 - tháng 3, 1945   | Trung tướng (1942) |                                                               |

### Tham mưu trưởng
| STT | Ảnh | Họ tên        | Thời gian sống | Thời gian tại nhiệm            | Cấp bậc tại nhiệm                      | Ghi chú          |
| --- | --- | ------------- | -------------- | ------------------------------ | -------------------------------------- | ---------------- |
| 1   |     | L.M. Sandalov | 1900 - 1987    | tháng 10, 1943 - tháng 3, 1945 | Trung tướng (1943) Thượng tướng (1944) |                  |
| 2   |     | M.M. Popov    | 1902 – 1969    | tháng 3, 1945                  | Thượng tướng (1944)                    | Đại tướng (1953) |

## Biên chế chủ lực

### 1 tháng 1 năm 1944
- Tập đoàn quân cận vệ 6
- Tập đoàn quân cận vệ 10
- Tập đoàn quân xung kích 1
- Tập đoàn quân xung kích 3
- Tập đoàn quân 22
- Tập đoàn quân không quân 15

### 1 tháng 4 năm 1944
- Tập đoàn quân cận vệ 10
- Tập đoàn quân xung kích 1
- Tập đoàn quân xúng kích 3
- Tập đoàn quân 22
- Tập đoàn quân không quân 15

### 1 tháng 10 năm 1944
- Tập đoàn quân cận vệ 10
- Tập đoàn quân xung kích 3
- Tập đoàn quân 22
- Tập đoàn quân 42
- Tập đoàn quân không quân 15

### 1 tháng 1 năm 1945
- Tập đoàn quân cận vệ 10
- Tập đoàn quân xung kích 1
- Tập đoàn quân 22
- Tập đoàn quân 42
- Tập đoàn quân không quân 15